# Adam Müller-Guttenbrunn
Adam Müller-Guttenbrunn (eredetileg Adam Müller) (Temeshidegkút, 1852. október 22. – Bécs, 1923. január 5.) német (bánáti sváb)–osztrák író, újságíró, drámaíró, színházigazgató, színházkritikus és nemzeti tanácsnok. A Duna menti sváb irodalom egyik fő képviselője. A kárpát-medencei német irodalomtörténet ellentmondásos alakja: magyarellenességgel és antiszemitizmussal is vádolták.

## Pályafutása
A bánsági Temeshidegkúton (németül: Guttenbrunn) született, bánáti svábként. Házasságon kívüli gyermek volt, ami miatt környezete sokáig nem fogadta el. Szülőfalujában és Temesváron német nyelvű iskolákban tanult. A Temesvári Piarista Gimnáziumban kudarcot vallott, amit a kiegyezés nyomán a magyarosítási törekvések miatt bevezetett magyarnyelv-oktatásra vezetett vissza; tanulmányait Nagyszebenben folytatta.
Tanulmányai végeztével az Osztrák–Magyar Monarchia lajtántúli területére költözött. Színdarabokat kezdett írni, melyek sikereket arattak, emellett tárcákat is írt. A 20. század elején anyagi okokból kezdett a regények felé fordulni. Utóbbiak témájául elsősorban a magyarosítást és a sváb kisebbrendűségi érzést választotta. A svábság nevelője kívánt lenni, ezért hangsúlyozta társadalmi teljesítményüket, emellett jogaiknak is érvényt kívánt szerezni, ami a magyarok szemében népszerűtlenné tette.
1910-ben született leghíresebb műve, a Die Glocken der Heimat, amely a tiszai árvizek elleni küzdelemről szól. A benne szereplő Schwabenlied később a bánáti svábok nem hivatalos himnuszává vált. A magyarországi németek történetét bemutató Von Eugen bis Joseph trilógiában jelenik meg először a közismert „Den Ersten der Tod, den Zweiten die Not, den Dritten das Brot“ („Az elsőnek a halál, a másodiknak a szükség, a harmadiknak a kenyér”) szólás.
Közéleti működése során az Osztrák–Magyar Monarchia szövetségi állammá alakítása mellett állt ki. Az első világháború után az először általa Burgenlandnak nevezett nyugat-magyarországi terület elszakítását szorgalmazta. Színházi munkássága révén konfliktusba került zsidó támogatóival, mivel azok több fordítást szerettek volna színpadon látni; emiatt később antiszemitizmussal vádolták. Paul Lendvay a magyarellenességét hangsúlyozta, és a giccses „csikós, puszta, paprika” Magyarország-kép egyik felelősének tartotta.

## Elismerései, emléke
1922-ben Bécs tiszteletbeli polgárává választották és a Bécsi Egyetem díszdoktorává avatták. Halála után díszsírhelyet kapott a bécsi Zentralfriedhofban. 
A temesvári német irodalmi kör (melynek többek között a későbbi Nobel-díjas Herta Müller, valamint az Aktionsgruppe Banat több korábbi tagja – Richard Wagner, Balthasar Waitz, Reiter Róbert – is tagja volt) 1968-ban az ő nevét vette fel. Nevét viseli az aradi Adam Müller-Guttenbrunn Elméleti Líceum.

## Művei
- Der kleine Schwab’. Abenteuer eines Knaben (1910) / Egy ifjú sváb viszontagságai Magyarországon
- Die Glocken der Heimat (1910) / A szülőföld harangjai
- Von Eugen bis Joseph trilógia[5]
  - Der große Schwabenzug (1913) / A svábok bejövetele
  - Barmherziger Kaiser (1916) / Az irgalmas császár
  - Joseph der Deutsche (1917) / József és a németek birodalma[6]
- Meister Jakob und seine Kinder (1918) / Sváb családregény
- Lenau-trilógia[5]